# 23 Pułk Piechoty (Imperium Rosyjskie)
23 Niżowski Pułk Piechoty Generał-Feldmarszałka Sałtykowa (ros. 23-й пехотный Низовский генерал-фельдмаршала князя Салтыкова полк) – oddział piechoty Armii Imperium Rosyjskiego.

## Charakterystyka
Pułk został sformowany 9 maja 1726 roku za panowania carycy Katarzyny I. Nosił nazwy: Nizowski pp (1811–1833), Nizowski pjegr (1833–1856).
Pułk wziął udział w działaniach zbrojnych epoki napoleońskiej, a także działaniach zbrojnych okresu I wojny światowej. Został rozformowany w 1918.
W 1914 roku pułk stacjonował w garnizonie Ostrów-Komorowo, w ówczesnej guberni łomżyńskiej, w koszarach „Sałtykowski sztab”. Razem z 24 Symbirskim pułkiem piechoty tworzył 2 Brygadę 6 Dywizji Piechoty, która wchodziła w skład 15 Korpusu Armijnego.